# Villanyano
Il Villanyano è un periodo della scala dei tempi geologici, compreso all'interno del Pliocene e collocato tra 3,4 e 1,8 milioni di anni fa. Viene utilizzato soprattutto nelle classificazioni delle European Land Mammal Ages, dove segue il Rusciniano. 
Nella scala classica dei tempi, il Villanyano si sovrappone al Gelasiano e al Piacenziano.
La denominazione deriva dal nome della località tipo, il villaggio ungherese di Villany. 
I fossili più antichi ritrovato sono di volpe rossa (Vulpes vulpes), lupo (Canis lupus) e aquila reale (Aquila chrysaetos).